# TC Freisenbruch 1902
Der Turn Club Freisenbruch 1902 e. V. ist ein Fußballverein aus dem Essener Stadtteil Freisenbruch. Der Verein gilt als der basisdemokratischste Fußballverein Deutschlands, da die Community über alle Entscheidungen mitbestimmen darf. Derzeit befindet sich der Verein in der Kreisliga B.

## Geschichte
Am 1. Januar 1902 wurde der Turnclub Freisenbruch von Männern im Hause Sarhage gegründet. Sportlich erfolgreich war der Verein nie und spielt nach dem Abstieg in der Saison 2022/23 in der Kreisliga B, dem tiefsten deutschen Amateurfußball. Von Juli 2016 bis 2017 war Mike Möllensiep beim Verein als Spielertrainer aktiv. Im Jahr 2016 brachte TC Freisenbruch unter den Namen green Wolf einen eigenen Energydrink raus.
Seit der Saison 2019/20 verfügt der TC Freisenbruch über eine eigene Futsal-Mannschaft. Diese befindet sich derzeit in der Futsal-Niederrheinliga, gemeinsam mit der Reserve von Fortuna Düsseldorf und Wuppertaler SV. 2022/23 erreichte die Futsal-Mannschaft im Niederrhein-Pokal das Viertelfinale.
Im Februar 2020 wurde Spieler Sahil Samadi für die deutsche Futsalnationalmannschaft (U-19-Junioren) nominiert.

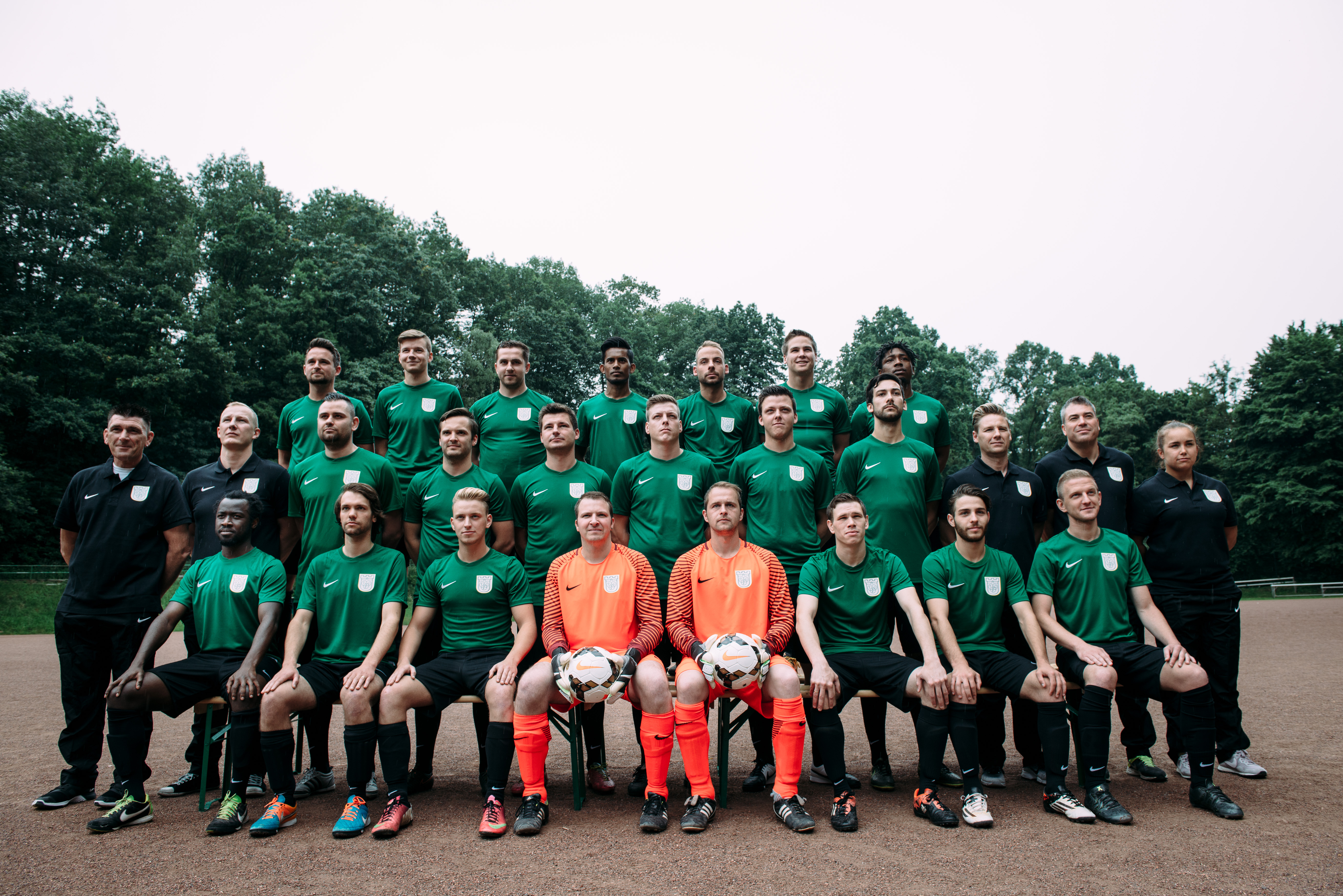
Mannschaft des TC Freisenbruch (2015/16)

## Konzept
Seit Juli 2016 wurde beim Essener Fußballverein TC Freisenbruch ein innovatives Konzept eingeführt. Seit diesem Jahr können Fans sich als Onlinemanager anmelden und für eine monatliche Gebühr von 5 € Entscheidungen treffen. Darunter zählen die Startaufstellung, Vertragsverlängerungen, Eintrittspreise, Bierpreise sowie Trainerentlassungen. Alles kann die Community entscheiden. Erst ab der zweiten Halbzeit darf der Trainer bestimmen, wer auf das Spielfeld kommt oder nicht. Verletzt sich ein Spieler vor dem Spiel, rückt der Spieler mit den nächstbesten Stimmen auf der Position nach. Aus diesem Grund wird der TC Freisenbruch 1902 als der demokratischste und digitalste Fußball-Klub Deutschlands bezeichnet.
Eingeführt wurde das Konzept von Gerrit Kremer, Peter Schäfer und Peter Wingen als kreative Maßnahme, um den Verein vor den finanziellen Bankrott zu bewahren.

### Mediale Berichterstattung
Der Sportleiter des Clubs, Peter Schäfer, erklärte gegenüber ESPN FC (2017): Wir haben jetzt Manager aus Österreich, der Schweiz, einen aus Vietnam, und erst gestern hat sich jemand aus Oslo angemeldet. Schäfer fügte hinzu, dass derzeit an einer englischen Version des Managerspiels gearbeitet wird. Die Bild-Zeitung, bezeichnete das Projekt als Deutschlands spannendstes Fußballprojekt und kommentierte: Das gab’s noch nie: ein Fußballverein, der sich komplett virtuell von seinen Fans managen lässt! N24 ergänzte: Für fünf Euro im Monat wird der Fan zum Uli Hoeneß der Kreisliga.
In der schweizerisch-katholisch-konservativen Zeitung Die Ostschweiz erklärte Gerrit Kremer, Geschäftsführer des TC Freisenbruch, dass beliebte Fußball-Manager-Videospiele (Football-Manager, Anstoß …) als Vorbild dienten. Schäfer, ein Funktionär des Vereins, scherzte in der Süddeutschen Zeitung: Wir können darüber abstimmen, ob wir Real Madrid ein Angebot für Cristiano Ronaldo machen, aber wir können keine 100 Millionen für ihn bieten. Vielleicht eine Kiste Bier.
Ein Jahr nach der Ankündigung wurden weltweit über 300 Presseberichte über den Verein veröffentlicht. Alle großen deutschen Zeitungen wie Welt, Bild, Spiegel, Süddeutsche Zeitung, Deutschlandfunk, FAZ und der Kicker sowie internationale Medien wie Vice, VOL.at, Die Ostschweiz, NZZ und ESPN berichteten über den TC Freisenbruch. Zudem konnte der Verein zahlreiche neue Partner wie Nike, 11teamsports, XTiP Sportwetten, Swiss Life Select und Stiftsquelle gewinnen. Im Januar 2019 expandierte der Club mit der Idee nach China, wo das Konzept gut ankam.

### Ähnliche Konzepte
Die Projekt-Idee hat ihren Ursprung in England. Der erste Verein der von Fans gemanagt wurde, war der englische Fünftligist Ebbsfleet United. Für 35 Pfund Sterling konnten die Mitglieder, getreu dem Motto Fans kaufen sich einen Klub, das Stimmrecht über alle vereinsinternen Entscheidungen erwerben. In Deutschland gab es 2009 unter dem Namen Deinfussballclub.de ein ähnliches Projekt von Fortuna Köln, das jedoch an der mangelhaften Umsetzung der Ideen scheiterte. Am 25. August 2020 führte der zyprische Fußballverein Apollon Limassol in Zusammenarbeit eines Sponsors eine Kryptowährung ein. Diese sogenannten Fan-Token ermöglichen es den Inhabern, an bestimmten Vereinsentscheidungen teilzunehmen und zusätzliche Vorteile zu erhalten.
In Italien gibt es den Klub Centro Storico Lebowski, der auch ein demokratisches Modell verfolgt. Fans können Anteile erwerben und sind über Online-Abstimmungen in wichtige Entscheidungen eingebunden. Der 2010 gegründete Verein, der aus einer Ultra-Bewegung hervorging, ist vollständig im Besitz seiner Mitglieder. Anders als beim TC Freisenbruch obliegen jedoch Entscheidungen zu Kader und Aufstellung ausschließlich dem Trainer.

## Maskottchen
Seit 2016 ist Ulv das offizielle Maskottchen des TC Freisenbruch. Zuvor war der Wolf bereits das Maskottchen der Jugendmannschaften, aber erst 2017 erhielt er durch eine Onlineabstimmung unter den TC-Anhängern seinen Namen. "Ulv" ist das norwegische Wort für Wolf. Das Maskottchen besucht regelmäßig umliegende Kindergärten und Schulen, um über seine freilebenden Artgenossen aufzuklären. Der TC Freisenbruch unterstützt zudem den Naturschutzbund Deutschland (NABU) durch eine jährliche Spende, insbesondere in deren Arbeit zur Rückkehr der Wölfe in Deutschland.

## Spielstätte
Die Heimspielstätte des Vereins ist die Bezirkssportanlage Oststadt Platz 3 mit einer Kapazität von 1500 Zuschauern. Wie auch beim alten Waldstadion Bergmannsbusch handelt es sich um einen Ascheplatz. Am 1. September 1946 bestritt der Verein sein erstes Spiel im Waldstadion gegen den SV Kray 04 und gewann mit 2:1. Damals spielte der Verein in der viertklassigen Essener Kreisklasse.

## Ehemalige Spieler
- Sergio Allievi (1980er)[34]
- Mike Möllensiep (2016–2017)